# بلریو-اسپاد اس.۳۴
بلریو-اسپاد اس. ۳۴ (به انگلیسی: Blériot-SPAD_S.34) یک هواگرد ملخ‌پیشین تک‌موتوره از نوع هواگرد آموزشی ساخت شرکت Blériot است. هواگرد بلریو-اسپاد اس. ۳۴ نخستین پروازش را در ۱۶ ژوئیه ۱۹۲۰ میلادی انجام داد. این هواگرد در سال ۱۹۲۰ میلادی رسماً معرفی گردید. در مجموع، تعداد ۱۵۰ فروند از این هواگرد ساخته شده‌است.
طراح این هواگرد، André Herbemont بود.